# Alemani
Alemani su bila germanska plemena udružena u savez plemena. Bili su smješteni oko gornje Majne, rijeke koja je jedna od najvećih pritoka Rajne, na području koje je danas dio Njemačke. Jedan od najranijih izvora koji upućuje na njih je pridjev Alamannicus kojeg je uzeo car Karakala, koji je vladao Rimskim Carstvom od 211. – 217. godine i koji ih je bio porazio. Priroda ovog saveza i njihove prijašnje plemenske poveznice ostale su neodređene. Po prirodi su bili agresivni i napadali su rimsku provinciju Germaniju Superior kadgod su to mogli. Obično su pratili primjer Franaka koji su bili prvi germanski plemenski savez i koji su zaustavili Rimljane u nadiranju na sjever u dolinu Rajne i nakon toga osvojili rimsku provinciju Germaniju Inferior.
Od prvog stoljeća, Rajna je postala granica između rimske Galije i plemenske Germanije. Germanski narodi, Kelti i pomiješana germansko-keltska plemena su se smjestili na toj zemlji. Rimljani su taj teritorij podijelili u dva distrikta Germania Inferior i Germania Superior smještene duž gornje i donje Rajne. Gornja Germanija je uključivala regiju između gornje Rajne i gornjeg Dunava, regiju Crne šume koja je onda bilo mnogo veća (Hercinška šuma). Rimljani su to zvali Agri Decumates, ("Decumates polja"), imenom nepozanatog podrijetla. Neki su taj izraz preveli kao "deset kantona", ali čijih kantona je nepoznato. Vanjska rimska utvrđena granica oko područja Germanije Superior se zvao Limes Germanicus.
Brojni alemanski ratnici su često prelazili limes, napadajući Germaniju Superior i pomičući se u područja Agri Decumates. Kao konfederacija, od 5. stoljeća, oni su naselili Alsace i proširili se na područje Švicarske, dijelova Bavarske i Austrije, dolazeći do alpskih dolina u 8. stoljeću.
Prema djelu Historia Augusta, u kojem stoji da se ta konfederacija u 3. stoljeću jednostavno zove Germani, Prokul, carski osvajač 280. izvodi svojom omiljenosti među Galima pobjede nad Alemanima pomoću svoje gerile. Alemani su nakon toga postali narod Alemanije, koja je ponekad bila neovisna, ali su češće njome vladali Franci. Na francuskom Njemačka se kaže Allemagne, a na španjolskom Alemania, što se također izvodi od tadašnjeg malog germanskog naroda.
Područje Alemana Alamanija se uvijek ponešto mijenjala i bila je sastavljena od brojnih distrikta što je bio odraz njihovog miješanog podrijetla. U ranom srednjem vijeku njihov je teritorij bio podijeljen između biskupija u Strasbourgu, koja datira negdje oko 614., one u Augsburgu od 736., u Mainzu, nadbiskupije od 745., te biskupije u Baselu, od 805. Njihovi značajni zakoni bili su ozakonjeni pod Karlom Velikim kao Vojvodstvo Alemanija u Švabiji. Današnji nasljednici Alemana se nalaze u današnje 4 nacije: Francuska (Alsace), Njemačka (Švabija i dijelovi Bavarske), Švicarska i Austrija, i njemački jezik koji se govori u tim regijama ima određene dijalektalne posebnosti.

## Jezik
Njemački jezik koji se danas govori na području bivših Alemana se zove alemanski njemački te pripada podskupini visokonjemačkih jezika. Alemansko runsko pismo kao ono na Pforzenskoj kopči su najraniji dokazi starovisokonjemačkog jezika. Visokonjemački pomak suglasnika vjerojatno potječe iz 5. stoljeća ili iz Alemanije ili od Langobarda. Dijalekt koji se govorio prije toga među alemanskim plemanima bio je malo drukčiji od drugih zapadnogermanskih naroda.

## Podrijetlo

### Ime
Asinius Quadratus (citirao je sredinom 6. stoljeća bizantskog povjesničara Agatija) navodi da njihovo ime znači "svi ljudi". Pokazuje da su bili konglomeracija različitih plemena. To je bila izvedenica od Alemani koju je koristio Edward Gibbon u svom djelu Uspon i pad Rimskog Carstva i Anonimni sakupljač papira Nicolasa Fréreta, što je izdano 1753., koji je zapisao da je to bilo ime onih izvana koji su sebe nazivali Svevima
Ta etimologija ostala je standardna izvedenica. Walafrid Strabo, redovnik samostana Sv. Gallena je u 9. stoljeću zabilježio u diskusiji o ljudima Švicarske i okolnih regija da su ih samo stranci zvali Alemanima, ali da su sebi dali ime Svevi. Ako je to bila istina u 9. stoljeću ne znači da se to moralo nužno primijeniti i u 4. stoljeću. Ukratko, ne znamo tko je to ime koristio i kada. Doduše, bilo je dobra osnova mnogim povjesničarima i geografima.

### Prvi izričiti navod
Alemani je prvi put spomenuo Kasije Dion opisujući pohod cara Karakale 213. godine. U to su vrijeme vjerojatno obitavali u područji rijeke Majne prema i južno od Chatti.
Kasije Dion (78.13.4) opisuje Alemane kao žrtve podmuklog cara. Upitali su ga za pomoć, kaže Dion, ali umjesto toga kolonizirao je njihovu zemlju, promijenio imena mjesta i pogubio njihove ratnike kao izgovor za nadolazeću pomoć. Kad se razbolio, tvrdio je da su ga Alemani začarali. (78.15.2) Karakala je tvrdio da se pokušao usprotiviti tom utjecaju zazivajući duhove predaka.
Za kaznu je Karakala vodio Legiju II. Traiana Fortis protiv Alemana, koji su izgubili i bili smireni za neko vrijeme. Legija je za nagradu bila počašćena imenom Germanica. Historia Augusta, Život Antonina Karakale, povezuje (10.5) da Karacala tada uzima ime Alamannicus, na koje se Helvije Pertinaks šali da je zaparavo trebao biti nazvan Geticus Maximus, zato što je godinu prije ubio svog polubrata, Geta. Kako Geta nije bio u dobrim vezama s Karakalom, pozvao ga je na obiteljsko mirenje, ali su ga zatim u zasjedi napali centuriji Karakaline vojske te je umro na rukama majke Julije. Julija je kasnije zavela i vjenčala se s Karakalom. Istina ili ne, Karakala praćen vragom samog sebe, napustio je Rim i nikada se nije vratio. 
Karakala se vratio na granicu, gdje je ostatak svoje kratke vladavine bio poznat po nepredvidivim i neosnovanim operacijama pokrenutih kao iznenađenje nakon mirnog pregovaranja. Ako je razloga i bilo, oni su danas nepoznati. Vjerovali ili ne Alemani su najprije bili nevini, ali su poslije zbog Karakale postali čuveni, nezamjenjivi neprijatelji Rima.
Ta obostrana antagonistička veza je vjerojatno razlog zašto rimski pisci dosljedno Alemane zovu barbarima, tj. "divljacima". Arheološki nalazi pokazuju da su bili visoko romanizirani, živjeli su u kućama rimskog stila i koristili rimske rukotvorine, a alemanske žene su pratile rimsku modu nosivši tunike čak i prije muškaraca.
Većina njih je u stvari živjelo unutar ili blizu granice Germanije Superior. Makar je Dion prvi pisac koji ih je spomenuo, Amijan Marcelin je ranije koristio to ime da predstavi Germane na Limes Germanicusu vrijeme vladavine Trajana u provinciji nedugo što je nastala oko 98./99. U to vrijeme cijela je granica bila utvrđena utvrdama po prvi put. Drvna građa prvobitnih utvrđenja je pronađena u Germaniji Inferor te je dendrokronologijom datirana u 99./100. godinu. Nedugo zatim Trajana je izabrao Nerva kao svog nasljednika, prihvaćenog vojničkom glazbom u odsutnosti starijeg malo prije nego što je umro. Do 100. godine Trajan se vratio u Rim kao car umjesto da je postao konzulom.
Amijan povezuje (xvii.1.11  Arhivirana inačica izvorne stranice od 11. veljače 2006. (Wayback Machine)) da je mnogo kasnije car Julijan Apostata poduzeo kaznenu ekspediciju protiv Alemana koji su do tada bili u Alsace, i prešli Majnu (lat. Menus) gdje su ušli u šumu u kojoj je put bio blokiran srušenim stablima. Kako je zima dolazila, ponovno su zauzeli  
"munimentum quod in Alamannorum solo conditum Traianus suo nomine voluit appellari"
"Utvrda od temelja alemanskog blata koju je Trajan htio nazvati svojim imenom"
U tom kontekstu se Alemani spominju vjerojatno kao anakronizam (zastarjelica), ali pokazuje Amijanovo vjerovanje da su to bili oni isti ljudi u skladu s Alemanima iz vremena Karakalina pohoda.

### Prethodna pozadina
Nakon Amijana Marcelina, sljedeći geograf južne Njemačke je bio Klaudije Ptolomej i njegov detaljni rad. On je napisao djelo Geografija na grčkom 150., oko pola stoljeća nakon Dionovog pisanja i stoljeće prije nego što je kazano da su Alemani prešli rimski limes. Ptolomej uopće ne spominje Alemane. U njegovom su opisu ljudi, koji su kasnije koristili to ime, bili poznati pod drugim oznakama.
Unatoč svemu tomu, od Ptolomeja se mogu izvući neki zaključci. Germania Superior je jednostavno identificirana. Prateći rijeku Rajnu dolazimo do grada, Mattiacum, koji mora biti na granici rimske Germanije (u blizini Wiesbadena). Uzvodno od njega i između Rajne i Abnoba (u Crnoj Šumi) su Ingrioni, Intuergi, Vangioni, Karitni i Vispi, od kojih su neki tamo od ranih početaka carstva ili prije. Na drugoj strani sjeverne Crne Šume su bili Kati na mjestu gdje je danas Hesse na donjoj Majni.
Povijesna Švapska je na kraju zamijenjena današnjim Baden-Württembergom, ali je bila najvažniji teritorij srednjovjekovne Alemanije, sadržeći cijelu Germaniju Superior i teritorij istočno do Bavarske. Nije uključivao gornju Majnu, ali to je gdje je bio Karakalin pohod. Štoviše teritorij Germanije Superior nije originalno bio dio alemanskih posjeda. 
Ipak, kad pogledamo ljude u regiji od gornje Majne na sjeveru, Dunava na jugu i istočno do Češke gdje su bili Kvadi i Markomani, Ptolomej ne opisuje nikakva plemena. Tamo su bili Tubanti samo južnije od Kata i na drugom kraju gdje je bila tada Crna Šuma, Varisti, čija je lokacija nepoznata. Jedan mogući razlog za takav razmještaj je da ljudi nisu voljeli živjeti u šumi osim u vrijeme opasnosti. Regija između šume i Dunava na drugu ruku je uključivala desetak naselja ili kantona.
Ptolomejev pogled na Germane u regiji ukazuje da je plemenska struktura izgubila svoju svoju moć u Crnoj Šumi te je bila zamijenjena strukturom kantona. Plemena su ostala u rimskoj provinciji zbog toga što su Rimljani vjerojatno nudili stabilnost. Također, Karakala se vjerojatno bolje osjećao u pohodima na gornju Majnu jer nije objavljivao rat ni jednom posebnom plemenu npr. Katima ili Keruscima, protiv kojih je Rim doživljavao neugodne poraze. Od Karakalinog vremena ime Alemani je bilo korišteno za povezivanje kantona međusobno, u svrhu podrške građanskoj vojsci ("ratne veze").

### Alemani i Hermunduri
Sljedeći detaljan izvor je Tacitova Germania, ponekad interpretirana tako da stvara određene probleme. U 42. poglavlju se javljaju Hermunduri, pleme zasigurno smješteno u području koje će kasnije postati Tiringija. Tacit navodi da su trgovali s Recijom, koja je kod Ptolomeja smještena preko Dunava s one strane Germanije Superior. Logički se može zaključiti da su se Hermunduri proširili kroz kasniju Švabiju i da stoga Alemani potječu od Hermundurura.
Ali Hermundure ne spominje Ptolomej, međutim nakon Ptolomejevog vremena Hermunduri se pridružuju Markomanima u ratovima od 166. – 180. protiv carstva. Pažljivo čitanje Tacita omogućuje jedno rješenje. On kaže da je izvor Labe između Hermudura negdje na istoku gornje Majne. On ih smješta također pokraj Narista (Varisti), čija je lokacija na samom kraju antičke Crne Šume dobro poznata, i Markomana te Kvada. Štoviše, Hermunduri su bili poraženi u Markomanskim ratovima i sklopili zaseban mir s Rimom. Alemani tako primarno nisu bili Hermunduri, ali su neki njihovi elementi prisutni u miješanju ljudi u to vrijeme koji su postali Alemanima.

### Okrupnjavanje germanskih plemena pod Ariovistom
Termin Svevi u izvorima ima dvojako značenje. Na jednu stranu Tacitova Germania nam govori (38. i 39. poglavlje) da oni zaokupljaju više od polovice Germanije, koristeći posebne frizure i duhovno okupljeni oko Semnona. Na drugu ruku Svevi gornjeg Dunava su opisani uza sve to kao pleme.
Rješenje slagalice isto kao objašnjavanje povjesnih okolnosti koje su vodile do izbira Agri Decumates kao obrambene točke i tamošnjeg okupljanja Germana što se vjerojatno može vidjeti u germanskom napadu na galski utvrđeni grad Vesontio 58. pr. Kr. Gornja Rajna i Dunav su izgleda bili lijevak koji je bio okrenut na Vesontio.
Julije Cezar u Galskim ratovima kaže (1.51  Arhivirana inačica izvorne stranice od 11. siječnja 2011. (Wayback Machine)) da je Ariovist okupio vojsku iz široke regije Germanije, ali posebno Harude, Markomane, Triboci, Vangione, Nemete i Seduse. Svevi su bili pozvani da se pridruže. Živjeli su u 100 kantona (4.1  Arhivirana inačica izvorne stranice od 11. siječnja 2011. (Wayback Machine)) iz kojih je 1000 mladića na godinu bilo izabrano u vojnu službu, građansku vojsku po našim standardima i mogla se usporediti s rimskom profesionalnom vojskom.
Ariovist je bio uključen u invaziju Galije koju su Germani htjeli naseliti. Kako su htjeli preuzeti strateški važan gradić Vesontio, oni su svoje snage koncentrirali na Rajni blizu jezera Constance, i kad su došli Svevi on ju je i prešao. Gali su pozvali Rim na vojnu pomoć. Cezar je najprije zauzeo gradić i porazio Germane prije nego što su oni njegove zidine, poubijavši većinu germanskih vojnika dok su pokušavali pobjeći preko rijeke. (1.36ff). Nije pratio ostatke dok su uzmicali te je pustio nedirnutima ono što je ostalo od germanske vojske i njihovih zavisnika na drugoj strani Rajne.
Gali su bili podvojeni u svojoj politici prema Rimu. Treveri su 53. probili njihov savez i pokušali ih osloboditi od Rima. Cezar je predvidio da će se pokušati udružiti s Germanima. Prešao je Rajnu i preduhitrio taj događaj i to je bila uspješna strategija. Zapamtivši skupi poraz u bitci kraj Vesontija, Germani su se povukli u Crnu Šumu, koncentrirajući tamošnju miješanu populaciju kao Svevi. Kako su ostavili svoje plemenske domove, vjerojatno su zauzeli bivše keltske kantone duž Dunava.
Alemani su potekli od Irminona. Ostali u grupi su bili Brisgavi, Jutungi, Bucinobanti, Lentiensi, i vjerojatno Armalausi. Bliski saveznici Alemana su bili istočnogermanski Svevi(Suebi,Suabi) (otuda i Švapska). Hermunduri su izgleda pripadali Svevima, ali vjerojatno dovoljno da se pojačanja novih svevskih plemena pomaknu na zapad. U ranijim vremenima imena Alemani i Svevi su bili sinonimi, makar je dio Sveva kasnije migrirao u Hispaniju i osnovao tamo nezavisno kraljevstvo koje je potrajalo do 6. stoljeća.

## Sukobi s Rimskim Carstvom
Alemani su bili kontinuirano uključeni u sukobe s Rimskim Carstvom. Poveli su veliki pohod na Galiju i sjevernu Italiju 268. kada su Rimljani bili primorani skupiti veliki broj vojnika s germanske granice kao odgovor na masovnu invaziju Gota s istoka. Njihovi prepadi na tri dijela Galije su bili traumatski: Grgur iz Toursa (umro 594.) spominje njihovu destruktivnu moć u vrijeme Valerijana i Galijena (253. – 260.), kad su se Alemani okupili pod kraljem, kojeg naziva Chrocus, koji je "po savjetu svoje pokvarene majke, kako se govorilo, opustošio cijelu Galiju i uništio do temelja sve hramove koji su bili sagrađeni u antičko doba. Zatim je došao u Clermont kojeg je zapalio, srušio i uništio oltar koji se zvao Vasso Galatae na galskom jeziku," te je mučio mnoge kršćane (Historia Francorum Knjiga I. 32 - 34  Arhivirana inačica izvorne stranice od 14. kolovoza 2014. (Wayback Machine)). Tako su Galo-Rimljani 6. stoljeća Grgurove klase, okruženi ruševinama rimskih hramova i javnih građevina, opisivali uništavanje koje su vidjeli u pljačaškim pohodima Alemana.
U rano ljeto 268. rimski car Galijen je zadržao prednost u Italiji, ali se tada morao suočiti s Gotima. Kada je gotski pohod završio rimskom pobjedom u bitci kod Naissusa u rujnu, Galijenov se nasljednik Klaudije II. Gotski okrenuo ka sjeveru da se suoči s Alemanima, koji su harali cijelom Italijom sjeverno od rijeke Pad.
Nakon što su pokušaji očuvanja mirnog povlačenja propali, a Klaudije je prisilio Alemane na bitku kod jezera Benacus u listopadu. Alemani su bili na putu, prisiljeni da se vrate u Germaniju i nisu zastrašivali rimski teritorij mnogo godina kasnije.
Njihova najslavnija bitka protiv Rima se dogodila u Argentoratumu (Strasbourg) 357., gdje ih je porazio Julijan Apostata (kasnije rimski car), a njihov kralj Kondomar je postao rimski zatvorenik.
Dana 2. siječnja 366. Alemani su opet prošli, tada zaleđenu Rajnu u velikom broju da napadnu galske provincije, a ovaj put ih je porazio Valentinijan I.
U velikom miješanom napadu 406., Alemani su prešli Rajnu po zadnji put, osvojivši i naselivši se na području koje se danas zove Alsace i veliki dio Švicarske. Fredegarova kronika daje izvještaj. Kod Alba Auguste (Aps) uništavanje je bilo toliko dovršeno, da je kršćanski biskup bio umirovljen u Viviersu, ali Grgurov izvještaj kraj Mende u Lozère, također duboko u srcu Galije, kaže da je biskup Privatus bio prisiljen žrtvovati se idolima u istoj špilji u kojoj je kasnije bio počašćen. Smatra se da taj detalj može biti općeniti književni rad da se sakrije užas barbarskog nasilja.

### Popis bitki između Alemana i Rimljana
- 268. Bitka kod jezera Benacus – Rimljani pod cerem Klaudijem II. su porazili Alemane.
- 271.
  - Bitka kod Placentije – Cara Aurelijana su porazile alemanske snage hrleći u Italiju
  - Bitka kod Fana – Aurelijan je porazio Alemane, koji su se počeli povlačiti iz Italije
  - Bitka kod Pavije – Aurelijan je uništio alemansku vojsku koja se povlačila
- 298.
  - Bitka kod Lingonesa – Cezar Konstancije I. Klor je porazio Alemane
  - Bitka kod Vindonisse – Konstantin je ponovno porazio Alemane
- 356., Bitka kod Reimsa – Cezar Julijana Apostata su porazili Alemani
- 357., Bitka kod Strasbourga – Julijan je potjerao Alemane s Porajnja
- 367., Bitka kod Soliciniuma – Rimljani i car Valentinijan I. su porazili Alemane u svom drugom pohodu
- 378, Bitka kod Argentovarie – Zapadni car Gracijan je pobijedio Alemane, još jednom.

## Alemani i Franci
Kraljevstvo (ili vojvodstvo) Alemanija izmađu Strasbourga i Augsburga je trajalo do 496., kada je Alemane osvojio Klodvig u bitci kod Tolbiaca. Rat Klodviga protiv Alemana oblikuje početak pokrštenja Klodviga, ukratko opisuje Grgur iz Toursa (Knjiga II.31  Arhivirana inačica izvorne stranice od 9. veljače 2005. (Wayback Machine)) Poslije toga Alemani postaju dio franačke države, a njima je vladao franački vojvoda.
746., Karloman stišava pobunu tako što je pogubio sve alemansko plemstvo na krvavom sudu u Cannstattu, a u sljedećem stoljeću su Alemanijom vladali vojvode. Verdunskim sporazumom iz 843., Alemanija postaje provincijom istočnog kraljevstva Ludviga Njemačkog, prethodnice Svetog Rimskog Carstva. Vojvodstvo je postojalo do 1268.

## Popis Alemanskih vladara
Kraljevi
- Chrocus 306.
- Mederich (otac od Agenaricha, brat Chnodomaru)
- Chnodomar 350. – 357.
- Vestralp 357. – 359.
- Ur 357. – 359.
- Agenarich (Serapio) 357
- Suomar 357. – 358.
- Hortar 357. – 359.
- Gundomad 354. (suvladar Vadomara)
- Ursicin 357. – 359.
- Makrian 368. – 371.
- Rando 368.
- Hariobaud 4. st.
- Vadomar od 354. – 360.
- Vithicab 360. – 368.
- Priarius ? – 378.
- Gibuld (Gebavult) oko 470.

Vojvode pod franačkom vladavinom
- Butilin 539. – 554.
- Leuthari I. prije 552. – 554.
- Haming 539. – 554.
- Lantachar do 548. (biskupija Avenches)
- Magnachar 565. (biskupija Avenches)
- Vaefar 573. (biskupija Avenches)
- Theodefrid
- Leutfred I do 588.
- Uncilin 588. – 607.
- Gunzo 613.
- Chrodobert 630.
- Leuthari II 642.
- Gotfrid do 709.
- Willehari 709. – 712. (u Ortenau)
- Lantfrid 709. – 730.
- Theudebald 709. – 744.

## Pokrštavanje
Pokrštavanje Alemana se dešavalo za vrijeme Merovinga (od 6. do 8. stoljeća). Izvori su oskudni, ali sredinom 6. stoljeća, bizantski kroničar Agatije iz Myrine bilježi, u kontekstu ratova Gota i Franaka protiv Bizanta, da su se Alemani borili među trupama franačkog kralja Theudebald i poštovali ih osim u pitanju religije, oni su 
"obožavali drveće, rijeke, brežuljke i divili im se kao bogovima te odsjecali glave konjima i kravama i brojnim drugim životinjama kao da je to sveti običaj,"
Također govori o određenoj nemilosrdnosti među Alemanima zbog uništavanja kršćanskih svetišta i pljačkanja crkvi dok su pravi Franci poštovali ta izvorna svetišta. Agatije izražava svoju nadu da će Alemani prisvojiti bolje navike kroz duže kontakte s Francima što se međutim i dogodilo.
Propovjednici među Alemanima je bio Sveti Kolumban i njegov učenik Sveti Galen. Jona iz Bobbia bilježi da je Kolumban bio aktivan u Bregenzu, gdje je omeo žrtvovanje Wodanu. Unatoč tim aktivnostima, Alemani su još neko vrijeme nastavili sa svojim poganskim kultom sa samo vanjskim ili sinkretističkim kršćanskim elementima. Konkretno, nema promjena pri pokopima te su se i dalje podizali grobovi vojnika u obliku humaka duž merovinškog razdoblja. Sinkretizam s tradicionalnim germanskim životinjskim stilom s kršćanskim simbolima je također prisutan i u umjetničkim radovima, ali su kršćanski simboli počeli prevladavati tijekom 7. stoljeća. Različito od pokrštavanja Sasa i Slavena, Alemani su prihvatili kršćanstvo postupno i po vlastitoj želji što se širilo oponašanjem merovinške elite.

### Od oko 520tih do 620tih
Od ca. 520tih do 620tih, postojala je struja zapisa alemanskog starješine Futharka. Oko 80 primjeraka je preživjelo, otprilike pola su fibule, druge na popisu su kopče (vidi Pforzenska kopča, Bülach fibula) i drugi dragulji i dijelovi oružja. Korištenje runa opada s napredovanjem kršćanstva.
Osnivanje biskupije u Konstanzi ne može biti točno datirano i vjerojatno ju je zauzeo Kolumban prije 612. godine. U svakom slučaju postojala je do 635. kada je Gunzo postavio Ivan iz Grabe za biskupa. Konstanza je bila misionarka biskupija u novoj pokrštenoj zemlji, i nije se obazirala na kasnu rimsku povijest crkve (drukčije od retske biskupije u Churu, osnovane 451.) i Baselu, koje je bilo biskupsko sjedište od 740., i koji je nastavio listu biskupa Augusta Raurica, vidi Biskup iz Basela. Osnivanje crkve kao institucije su prepoznali zemaljski vladari što je vidljivo u pravnoj povijesti. U ranom 7. stoljeću Pactus Alamannorum jedva uopće spominje posebne privilegije crkve, dok Lantfridov Lex Alamannorum iz 720. ima cijelo poglavlje rezervirano za crkvene stvari.
Vidi također: Germansko kršćanstvo.

## Moderni Alemani
Alemanija je izgubila određeni pravni identitet kada ju je Karlo Martel apsorbirao u Franačko carstvo, rano u 8. stoljeću. Danas, alemanski predstavlja jezični termin, kao alemanski njemački, uključujući narječja južne dvije trećine Baden-Württemberga (Njemačka), na zapaduBavarska (Njemačka), u Vorarlbergu (Austrija), Švicarski njemački u Švicarskoj i alzaški jezik u Alsaceu (Francuska).
U nekim modernim romanskim jezicima, Njemačka i njemačke riječi se baziraju na Alemanima: na španjolskom ime za Njemačku je Alemania, a jezik je Alemán; na portugalskom, Njemačka je Alemanha i jezik alemão; a na francuskom, Alemagne i alemand.